# タチマチ
タチマチは、吉本興業大阪本社所属のお笑いコンビ。2018年7月20日結成。よしもと漫才劇場を中心に出演中。

## メンバー
安達 周平（あだち しゅうへい、1992年9月18日 - ）（32歳）
ボケ担当。
兵庫県明石市出身。身長178 cm、体重78 kg。血液型はA型。
NSC大阪校38期出身で、かつては同期のだいじゅ（ゴエモン）とコンビ「小池」として活動していた。

胡内 佑介（こうち ゆうすけ、1993年12月26日 - ）（31歳）
ツッコミ担当。
奈良県大和郡山市出身。星光学院高校卒、兵庫県立大学出身。身長180 cm、体重88 kg。血液型はA型。
NSC大阪校39期出身。
「すーないないすー!」というギャグを持っている。
メガネを掛けている。

## 略歴
村上ドラゴンV（キキョウ）の紹介で出会い、コンビ結成。コンビ名は「忽ち売れましょう」という意味に由来する。

## エピソード

### 安達
- 特技はラグビー[4]。
- 居酒屋などでのコップの結露を嫌う[5]。
- 現在のルームシェア以前はだいじゅとルームシェアしていた[6]。
- タチマチを組む前に村上とコンビを組みかけていたが、遅刻への価値観相違により結成には至らなかった[7]。

### 胡内
- 特技はドラム、フリースロー[4]。
- 高校時代の予備校がだいじゅと同じで一緒に通っていた[8]。
- みやきたゆうた（XYZ）、北山水泳（チャイルドプリンス）、渡辺伝説（ファイナルセピア）、萌々（爛々）と「がむしゃらガムちゃんズ」というバンドを組んでいる。
- 大学時代は神戸を拠点にバンド活動を行なっており、ボーカルを担当していた[9]。

## 芸風
主に漫才。

## 出囃子
- 渡辺真知子『かもめが翔んだ日』

## 賞レースなどでの戦歴

### M-1グランプリ
| 年度             | 結果         | エントリーNo. | 会場               | 日時     |
| ---------------- | ------------ | ------------- | ------------------ | -------- |
| 2018年（第14回） | 2回戦進出    | 1381          | 大丸心斎橋劇場     | 10月13日 |
| 2019年（第15回） | 準々決勝進出 | 296           | なんばグランド花月 | 11月18日 |
| 2020年（第16回） | 準々決勝進出 | 2219          | なんばグランド花月 | 11月16日 |
| 2021年（第17回） | 準々決勝進出 | 2143          | なんばグランド花月 | 11月11日 |
| 2022年（第18回） | 準々決勝進出 | 779           | なんばグランド花月 | 11月15日 |
| 2023年（第19回） | 3回戦進出    | 2740          | よしもと祇園花月   | 10月29日 |
| 2024年（第20回） | 準々決勝進出 | 1593          | なんばグランド花月 | 11月20日 |

### ytv漫才新人賞
- 2020 - 21 ROUND1 第2位 決定戦 第5位
- 2024 - 25 ROUND1 第7位
- 2024 - 25 ROUND3 第2位 決定戦 第3位[11]

### その他
- 2021年 新人お笑い尼崎大賞 大賞[12]

## 出演

### ラジオ
- タチマチのかっぽじ! （エフエムあまがさき、2021年4月2日-）